# ازدواج همجنس‌گرایان در اسلوونی
قانون  ازدواج همجنس‌گرایان در اسلوونی در ۳ مارس ۲۰۱۵ با رأی ۵۱ به ۲۸ توسط مجلس شورای ملی اسلوونی تصویب شد ولی هنوز به امضای رئیس‌جمهور این کشور نرسیده است. مخالفان قانونی‌شدن ازدواج همجنس‌گرایان در اسلوونی در تلاش هستند که یک همه‌پرسی برای آن برگزار کنند. در صورت قانونی شدن ازدواج همجنس‌گرایان، اسلوونی به نخستین کشور در اروپای مرکزی و نخستین کشور در میان کشورهای اسلاو تبدیل خواهد شد که ازدواج همجنس‌گرایان را قانونی کرده است.
اسلوونی از ژوئیهٔ ۲۰۰۶ پیوند مدنی همجنس‌گرایان را به‌رسمیت می‌شناسد. این قانون امکان بهره‌مندی زوج‌های همجنس‌گرا از مستمری و امکانات مادی یکدیگر را فراهم کرده است ولی امکان سرپرستی فرزند برای زوج‌های همجنس وجود ندارد. در ژوئن ۲۰۱۱ «قانون خانواده» در اسلوونی تصویب شد اما نتوانست در همه‌پرسی سال ۲۰۱۲ رأی لازم را کسب کند. این قانون قرار بود تمام حقوق زوج‌های دگرجنس‌گرا به جز حق سرپرستی فرزند را برای زوج‌های همجنس فراهم کند.